# Ridgewayia delfine
Ridgewayia delfine is een eenoogkreeftjessoort uit de familie van de Pseudocyclopidae. De wetenschappelijke naam van de soort is voor het eerst geldig gepubliceerd in 2008 door Figueroa & Hoefel.